# Otto Hupp
Otto Hupp (Düsseldorf, 21 de mayo de 1859- Oberschleißheim, 31 de mayo de 1949) fue un artista gráfico especializado en la heráldica y bibliófilo alemán.

## Biografía
Fue hijo del grabador Carl Heinrich Hupp. Inicialmente aprendió la profesión en el taller de su padre, continuando después sus estudios en la Academia de Bellas Artes de Düsseldorf. En este centro académico fue alumno, entre otros, de Andreas Müller y Heinrich Lauenstein.
Una vez finalizados sus estudios, en 1878, se traslada a Múnich. En la capital bávara desarrollará la mayor parte de su obra. 
En 1882 contrajo matrimonio con Fanny Eilhammer. El matrimonio residiría el resto de sus vidas en Oberschleißheim, localidad cercana a Múnich. 
En 1906 fue nombrado profesor regio por el príncipe regente Leopoldo. 
Fue coleccionista y en esta faceta, en 1880 compró y descubrió el incunable conocido Misal de Constanza.
Murió en 1949.

## Obra
En los inicios de su trabajo fue pintor de paredes y bóvedas en estilos históricos, de moda en la época, colaborando con el pintor Rudolf Seitz y en trabajos del arquitecto Gabriel von Seidl.
En una segunda etapa, se inició la que se convertiría en su especialidad, la pintura con motivos heráldicos.
Uno de los máximos exponentes de su obra heráldica fue el Münchener Kalender, calendario ilustrado con escudos de armas de gran valor artístico. El calendario fue editado desde 1895 hasta 1936. Otro importante trabajo de Otto Hupp en materia heráldica fue la obra Wappen und Siegel der deutschen Städte, Flecken und Dörfer (en alemán, Escudos y sellos de las ciudades, lugares y pueblos alemanes). Esta obra intentaba recoger la totalidad de escudos municipales de Alemania. En 1923 diseñó el escudo del estado de Baviera que continuaría en vigor hasta 1950.
Sus trabajos tipográficos comenzaron en 1883, creando fuentes como Neudeutsch, Liturgisch, Hupp-Antiqua, Hupp-Unziale o Hupp-Fraktur.
También desarrolló una labor como diseñador de etiquetas y logos corporativos. Ejemplos de esta labor fueron las etiquetas de cerveceras como Späten. Colaboró con obras artísticas como las rejas de la catedral de Speyer en 1904 o el reloj astrónomico de Múnich en 1906.

## Galería

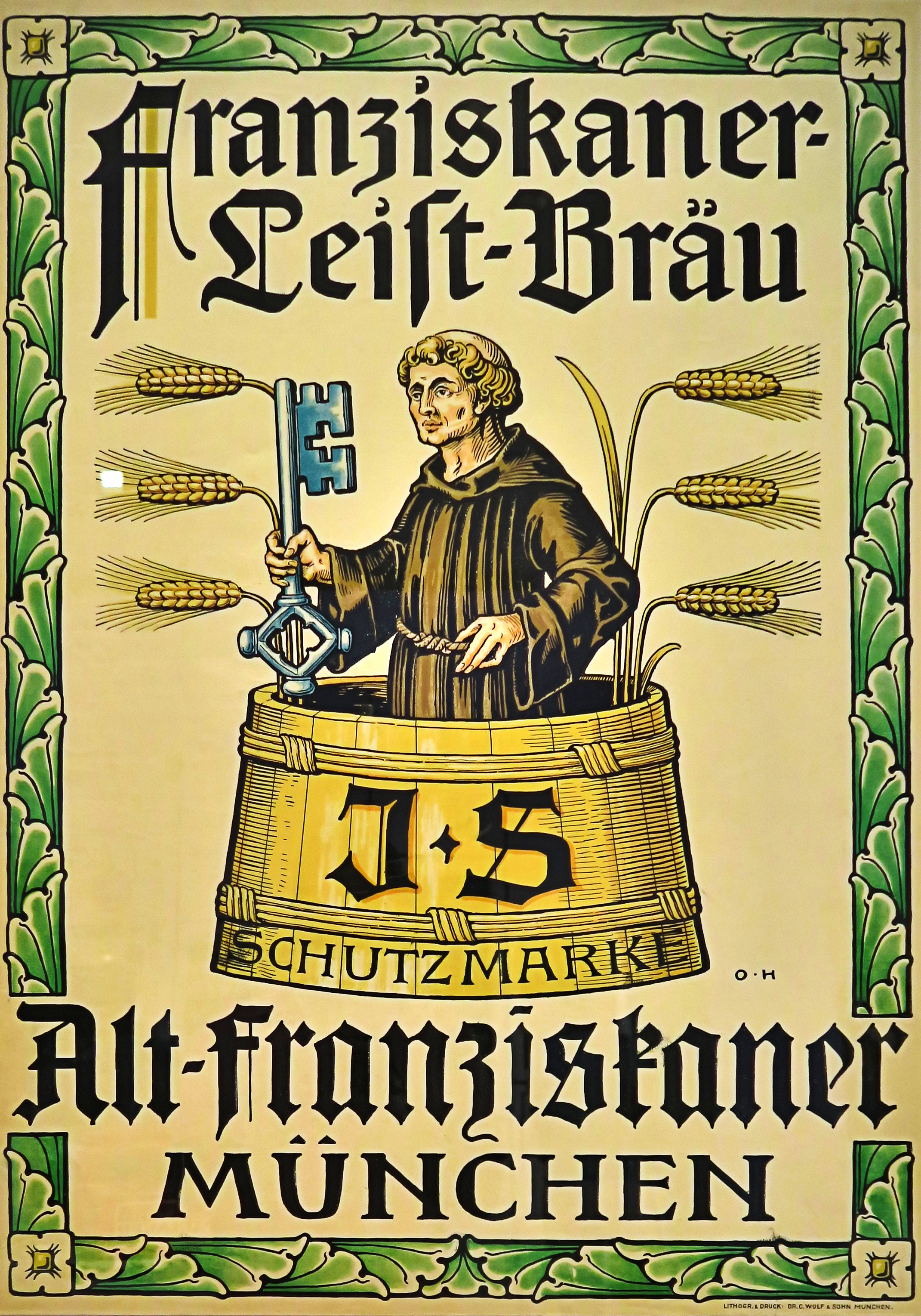
Etiqueta para la cerveza Franziskaner. (1900)
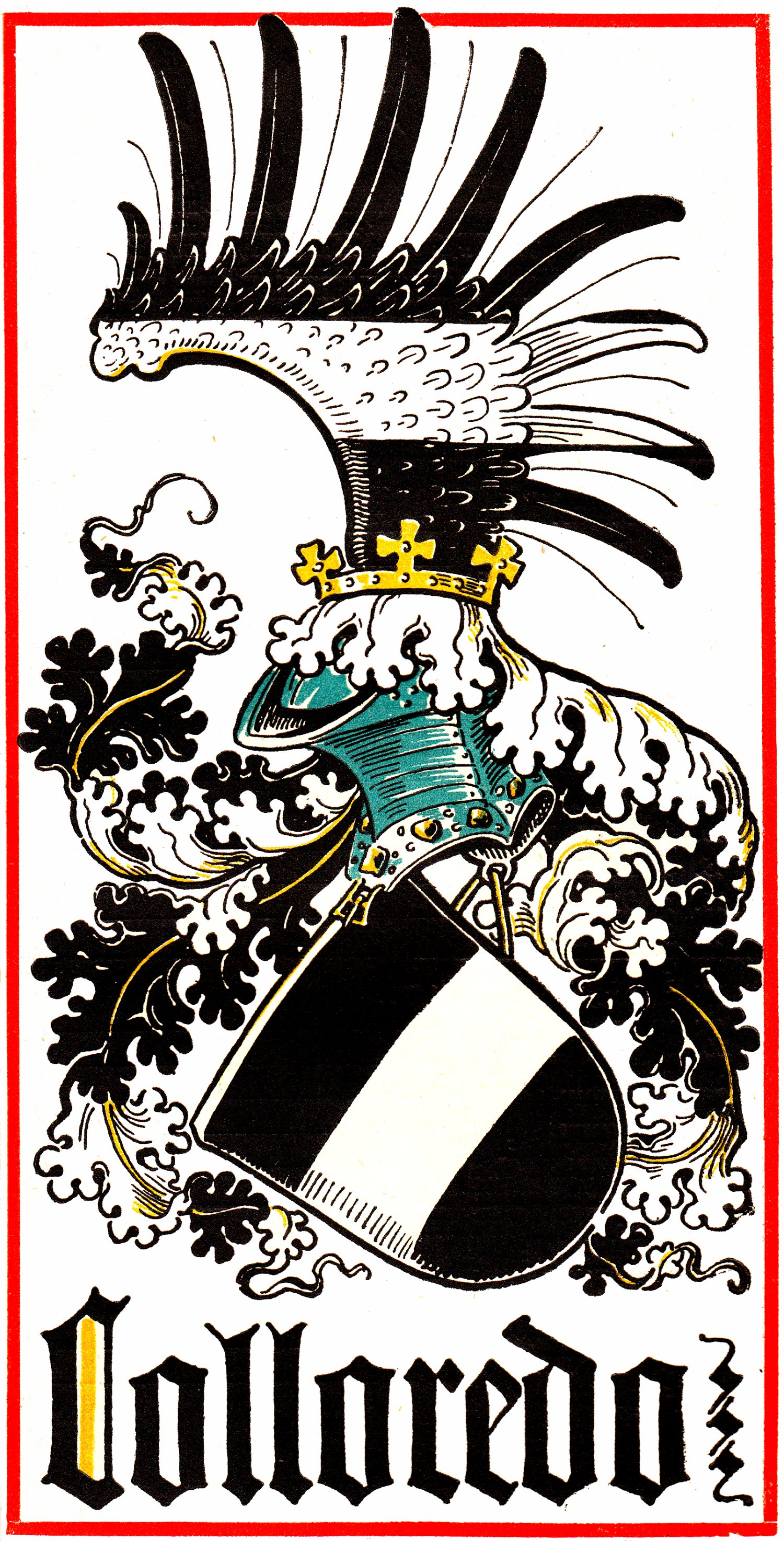
Armas de la familia Colloredo (Münchener Kalender)
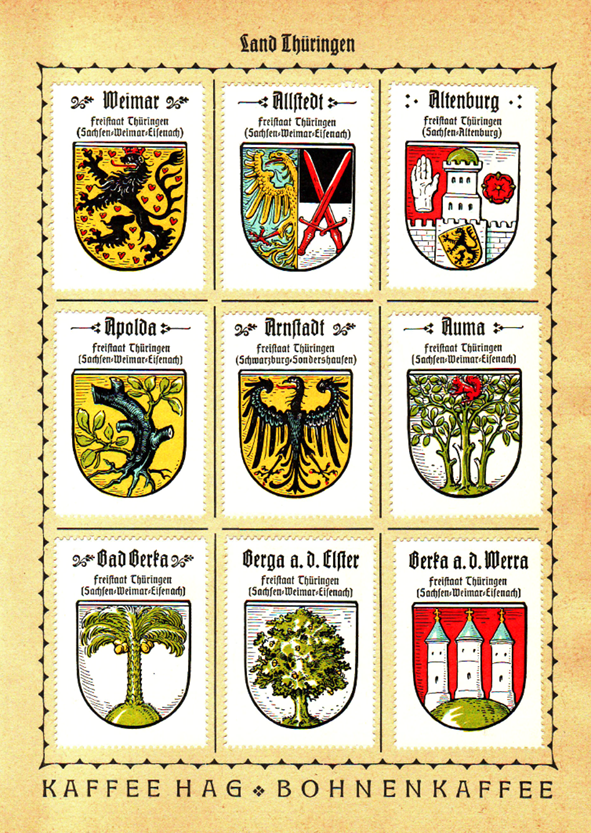
Conjunto de escudos de poblaciones alemanas. (1925 como parte de Wappen und Siegel der deutschen Städte, Flecken und Dörfer)